# Schoonspringen op de Olympische Zomerspelen 2016 – driemeterplank synchroon vrouwen
Het synchroonspringen voor vrouwen vanaf de driemeterplank op de Olympische Zomerspelen 2016 vond plaats op 7 augustus 2016. Acht teams van twee schoonspringers kwamen in actie in een directe finale.

## Uitslag
| Rang   | Namen                               | Land | Sprongen | Sprongen | Sprongen | Sprongen | Sprongen | Totaal |
| Rang   | Namen                               | Land | 1        | 2        | 3        | 4        | 5        | Totaal |
| ------ | ----------------------------------- | ---- | -------- | -------- | -------- | -------- | -------- | ------ |
| Goud   | Shi Tingmao Wu Minxia               | CHN  | 55.80    | 52.20    | 76.50    | 80.10    | 81.00    | 345.60 |
| Zilver | Tania Cagnotto Francesca Dallapé    | ITA  | 51.60    | 50.40    | 71.10    | 66.03    | 74.70    | 313.83 |
| Brons  | Maddison Keeney Anabelle Smith      | AUS  | 48.00    | 42.00    | 70.20    | 67.89    | 71.10    | 299.19 |
| 4      | Jennifer Abel Pamela Ware           | CAN  | 46.80    | 45.00    | 70.20    | 68.82    | 67.50    | 298.32 |
| 5      | Cheong Jun Hoong Nur Dhabitah Sabri | MAS  | 49.80    | 47.40    | 71.10    | 60.30    | 64.80    | 293.40 |
| 6      | Alicia Blagg Rebecca Gallantree     | GBR  | 49.80    | 47.40    | 64.80    | 64.80    | 66.03    | 292.83 |
| 7      | Tina Punzel Nora Subschinski        | GER  | 48.00    | 48.00    | 60.30    | 60.45    | 67.50    | 284.25 |
| 8      | Tammy Takagi Juliana Veloso         | BRA  | 45.00    | 46.20    | 59.40    | 47.70    | 60.45    | 258.75 |